# Loiron-Ruillé
Loiron-Ruillé – gmina we Francji, w regionie Kraj Loary, w departamencie Mayenne. W 2013 roku liczba ludności wynosiła 2461 mieszkańców.
Gmina została utworzona 1 stycznia 2016 roku z połączenia dwóch ówczesnych gmin: Loiron oraz Ruillé-le-Gravelais. Siedzibą gminy została miejscowość Loiron.